# Hystrichophora griseana
Hystrichophora griseana is een vlinder uit de familie bladrollers (Tortricidae). De wetenschappelijke naam voor deze soort is voor het eerst geldig gepubliceerd in 2011 door Agassiz.
De soort komt voor in tropisch Afrika.